# Dịch Hỗ
Dịch Hỗ (chữ Hán: 奕詥; 14 tháng 3 năm 1844 – 17 tháng 12 năm 1868), Ái Tân Giác La, là Hoàng tử thứ 8 của Thanh Tuyên Tông Đạo Quang Đế.

## Cuộc đời
Dịch Hỗ ra đời vào giờ Dần, ngày 26 tháng giêng (âm lịch) năm Đạo Quang thứ 24 (1844), sinh mẫu của ông là Trang Thuận Hoàng quý phi Ô Nhã thị. Ông là anh em ruột của Thuần Hiền Thân vương Dịch Hoàn, Thọ Trang Cố Luân Công chúa và Phu Kính Quận vương Dịch Huệ. Năm Đạo Quang thứ 30 (1850), tháng giêng, ông được phong tước Chung Quận vương (鍾郡王), dùng triều phục hồng nhung kết đỉnh quan, mãng bào theo chuẩn dùng màu Kim hoàng.
Năm Hàm Phong thứ 11 (1861), tháng 7, ông phụng chỉ khi vào triều thượng tấu hay nội đình thì không cần làm lễ bái và nêu thư danh. Năm Đồng Trị thứ 3 (1864), tháng 4, ông phụng chỉ phân phủ, được ở lại nội đình hành tẩu, còn được ở Thượng Thư phòng đọc sách. Tháng 7 cùng năm, quản lý sự vụ Võ Anh điện (武英殿). Tháng 10 cùng năm, quản lý sự vụ của Chính Hoàng kỳ Giác La học (正黃旗覺羅學). Năm thứ 4 (1865), tháng 4, quản lý sự vụ Trung Chính điện (中正殿) và Tả hữu dực Tông học (左右兩翼宗學). Năm thứ 5 (1866), tháng giêng, ông trở thành Tộc trưởng của Hữu dực Cận chi Đệ nhất tộc (右翼近支第一族長).
Năm thứ 7 (1868), ngày 4 tháng 11 (âm lịch), giờ Dần, ông qua đời, thọ 25 tuổi, được truy thụy Chung Đoan Quận vương (鍾端郡王). Ông lúc sinh thời không có con, nên triều đình lấy Tái Huỳnh (載瀅) - con trai thứ hai của Cung Trung Thân vương Dịch Hân làm con thừa tự cho ông. Tuy nhiên sau này Tái Huỳnh bị tội mà được trả về mạch tự của Dịch Hân, nên lại lấy Tái Đào (載濤) - con trai thứ bảy của Thuần Hiền Thân vương Dịch Hoàn làm con thừa tự.

## Gia quyến
- Đích Phúc tấn: Nữu Hỗ Lộc thị (鈕祜祿氏), con gái của Nhất đẳng Hầu Sùng Ân (崇恩), là cháu gái của Hiếu Hòa Duệ Hoàng hậu.

### Con thừa tự
1. Tái Huỳnh (載瀅; 1861 - 1909), là con trai thứ hai của Cung Trung Thân vương Dịch Hân. Năm 1868 được cho làm con thừa tự và được phong Bối lặc (貝勒). Năm 1900 vị bị tội mà bị cách tước, trả về mạch tự của Dịch Hân. Có ba con trai.
2. Tái Đào (載濤; 1888 - 1970), là con trai thứ bảy của Thuần Hiền Thân vương Dịch Hoàn. Năm 1902 được cho làm con thừa tự và được phong Bối lặc (貝勒). Có năm con trai.